# AM-905
AM-905，分子式C23H34O3，是一种AM系大麻素，可作为镇痛药，其特点是侧链上存在与苯环共轭的碳碳双键，且为E构象。